# デュカンダイエット
デュカンダイエット（Dukan Diet）は、ピエール・デュカンが考案した高タンパク低炭水化物のファド・ダイエットである。 

## 説明
デュカンダイエットは、4つのフェーズからなる高タンパク低炭水化物のダイエットであり、各フェーズには特定のルールがある。 

## 歴史
パリの一般開業医であったピエール・デュカンは、1975年に初めて肥満の症例に直面した。当時、太りすぎや肥満は低カロリーで少量の食事による治療が最善と考えられていた。デュカンは、患者のリバウンドを防ぐ別の方法を考案した。 彼は、安定化と統合を含む4つのフェーズで新しいアプローチを設計した。20年以上の研究の後、ピエール・デュカンは彼の発見を2000年に出版した自著『Je ne sais pas maigrir』（私はスリムになる方法がわからない）で発表し、同書はベストセラーになった。 
2011年7月、フランスの裁判所はメディアで彼の手法を批判したライバルの栄養士ジャン=ミシェル・コーエンを名誉棄損で訴えたデュカンに対し不利な判決を下した。 
2013年、72歳のデュカンは後に市場から撤去されたやせ薬を1970年代に患者の1人に処方した医療倫理違反により、フランスで一般開業医としての活動を8日間禁止された。 

## 関連ダイエット
ピエール・デュカンは、 パレオダイエットは彼の減量戦略の模倣であると述べた。パレオダイエットは、人間の先祖の食事に基づいていると主張されている。他の同様のダイエットには、低炭水化物、中程度のタンパク質、高い脂質のケトジェニックダイエットと低炭水化物、高タンパク質、中程度の脂質のアトキンスダイエットが含まれる。 

## プロモーションとメディアへの露出
デュカンは1970年代から彼のダイエットを宣伝している。世界中で700万部以上を売り上げた自著『The Dukan Diet』（2000年）の出版後、より多くの観衆を獲得した。この本は2010年5月にイギリスで、2011年4月にアメリカで発売された。 
フランスの雑誌『L'Express 』の2010年12月27日の週のノンフィクション書籍の売り上げトップ20リストで『La méthode Dukan illustrée』は19位にランクインした。 
2011年1月26日、チャンネル4の番組「Will my crash diet kill me?」（私のクラッシュ・ダイエットは私を殺す？）でこのダイエットを取り上げた。 
このダイエットのアメリカのスポークスマンは料理栄養士のジーナ・キートリーである。

## 評価
デュカンダイエットは商業的なファド・ダイエットに分類されており、慢性腎不全の発症と心血管健康の悪化リスクを孕んでいる。このダイエットが人々の減量に役立つのかグルコース耐性の増加に役立つのかどうかは不明である。尿路結石は腎臓結石形成の過去を持つ人々に特に懸念される本ダイエットの潜在的な副作用である。 
英国栄養士会は、「避けるべきダイエット」の一番にデュカンダイエットを挙げた。 

## 関連リンク
- ダイエットリスト